# 张世明 (1951年)
張世明（1951年11月21日—），人稱小丑爺爺，1973年因脊髓腫瘤開刀失敗致下半身癱瘓
，2018年3月加入眾社會企業《9453友善旅人誌》團隊，透過分享他親自去過的友善旅遊資訊，希望透過自身經驗帶給身心障礙朋友及長輩歡樂與希望。